# 努昂 (萨尔特省)
努昂（法語：Nouans，法語發音：[nwɑ̃]）是法国萨尔特省的一个市镇，属于马梅尔斯区。

## 地理
努昂（48°14'21"N, 0°13'18"E）面积9.96 平方千米，位于法国卢瓦尔河地区大区萨尔特省，该省份为法国西北部内陆省份，北起顺时针与奥恩省、厄尔-卢瓦省、卢瓦-谢尔省、安德尔-卢瓦尔省、曼恩-卢瓦尔省和马耶讷省接壤，是法国大西部的入口，连接卢瓦尔河谷、布列塔尼和巴黎盆地。
与努昂接壤的市镇（或旧市镇、城区）包括：当热勒、卢塞苏巴隆、默尔塞。

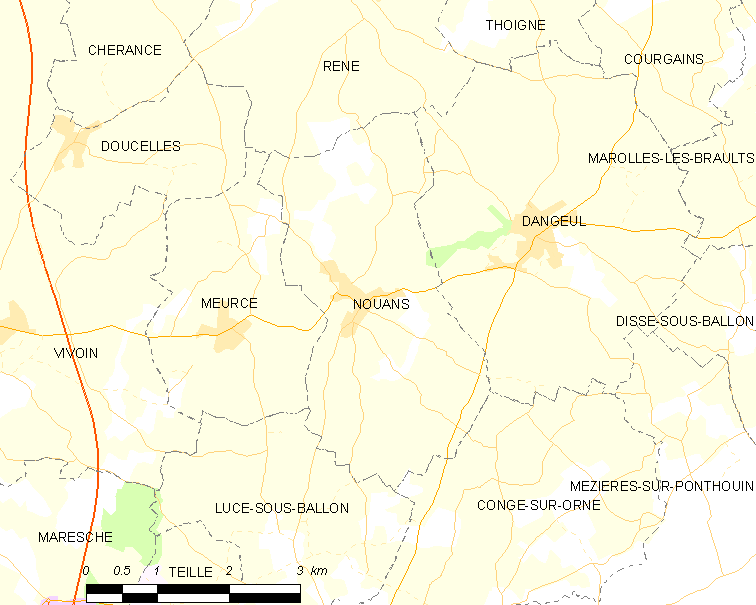
的OSM定位图

努昂的时区为UTC+01:00、UTC+02:00（夏令时）。

## 行政
努昂的邮政编码为72260，INSEE市镇编码为72222。

## 政治
努昂所属的省级选区为马梅尔斯县。

## 人口

1962-2008年间人口变化图示

努昂于2022年1月1日时的人口数量为255人。